# کایلا مولر
کایلا جین مولر (به انگلیسی: Kayla Jean Mueller) (زادهٔ ۱۹۸۸ - درگذشته ۲۰۱۵) فعال حقوق بشر آمریکایی مشغول در خاورمیانه بود که در اوت ۲۰۱۳ در یک بیمارستان پزشکان بدون مرز در شهر حلب سوریه توسط داعش به گروگان گرفته شده و در فوریه ۲۰۱۵ کشته شد. کیلا مولر، متولد پرسکت آریزونا در آمریکا بود و پیش از رفتن به سوریه، حدود سه سال در کمک به دارفور داوطلبانه فعالیت می‌کرد. از دیگر کارهای او فعالیت بشردوستانه در کمک به مهاجرین و پناهندگان آفریقایی به اسراییل بود.

## آغاز کار و مرگ
کیلا مولر فعالیت خود را اوت ۲۰۱۳ و در جنوب ترکیه آغاز کرده و سپس به شهر حلب در سوریه رفت.
در بازگشت به ترکیه توسط نیروهای داعش ربوده شده و سرانجام مرگ او در فوریه ۲۰۱۵ تأیید شد. طبق گزارش مقامات آمریکایی او پیش از مرگ به شکل مکرر هدف تجاوز جنسی ابوبکر البغدادی رهبر داعش قرار داشته‌است.

## عملیات کایلا مولر
در عملیات کایلا مولر (که به اسم وی نام‌گذاری شده) ابوبکر بغدادی رهبر داعش کشته شد.